# اوسرام
اسرام آگ (به آلمانی: OSRAM AG) یک شرکت تولیدکننده وسایل روشنایی آلمانی چندملیتی است که مقر اصلی آن در شهر مونیخ در کشور آلمان قرار دارد. اسرام یکی از شرکت‌های فرعی و زیرمجموعه زیمنس بوده و پس از فیلیپس دومین شرکت بزرگ تولیدکننده وسایل روشنایی در جهان می‌باشد. اوسرام در سال ۱۹۱۹ با سرمایه‌گذاری و ادغام بخشی از شرکت‌های زیمنس و AEG تأسیس شد. نام تجاری اوسرام از اسمیم و ولفرام (به زبان آلمانی یعنی تنگستن) مشتق شده‌است.

## تاریخچه
در سال ۱۹۱۹ شرکت جنرال الکتریک بریتانیا (AEG) و شرکت زیمنس آلمان در جهت توسعه لامپ‌های رشته‌ای اقدام به تأسیس شرکت اوسرام نموداند. در سال ۱۹۹۸ شرکت اسرام با هزینه ۹٬۵۵ میلیون دلار شرکت زیمنس هندوستان را تأسیس کردند. در سال ۲۰۰۹ به فناوری تراکسون TRAXON شد و نیز در سال ۲۰۱۱ به فناوری سیتِکو SITECO دست یافت.

## فعالیت‌ها

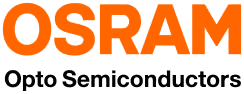
لوگو شرکت اوسرام

شرکت اسرام یک شرکت چندملیتی به مرکزیت مونیخ بوده که شعبه و زیر مجموعه‌هایی در کشورهای آلمان، فرانسه، هندوستان، لیتوانی، اسلواکی، روسیه، چین، اندونزی و آرژانتین و ایران نیز دارد. این شرکت دارای بیش از ۴۰٬۰۰۰ نفر پرسنل در سرتاسر جهان می‌باشد که به ۱۴۰ کشور محصولات خود را صادر می‌کند. طی پژوهش‌ها و بررسی‌های انجام شده در آمریکای شمالی گردش مالی این شرکت که محصولاتش با نام تجاری اوسرام سیلوانیا که در کشورهای مکزیک، ایالات متحده و کانادا بالغ بر ۴٬۷ میلیارد یورو برآورد شده‌است.

## شرکت نیمه‌رساناهای اپتیک اسرام
شرکت نیمه‌رساناهای اپتیک اوسرام یک از شاخه‌های مهم اوسرام بوده و در جهت طراحی و تولید نیمه‌رساناهای نوری (اپتوالکترونیکی) تأسیس شده‌است که یکی از محصولات اصلی آن تولید دیودهای نور افشان (LEDها) است که دومین تولیدکننده بزرگ جهان به‌شمار می‌رود. بیش از ۳۵۰۰ نفر در این شرکت مشغول به کار می‌باشد که در سال مالی ۲۰۰۶ درآمدی حدود ۵۰۰ میلیون یورو حاصل شده گه میزان به دوازده درصد کل آن از فروش محصولات نیمه‌های اپتیکی بدست آورده‌است.

## شرکت اسرام سلوانیا
این شرکت تولیدکننده و عرضه‌کننده دامنه گسترده‌ای از محصولات روشنایی خانگی، تجاری و وسایل نقلیه در دارنده بیشترین سهم بازار محصولات روشنایی در آمریکای شمالی می‌باشد. درآمد فروش این شرکت در سال مالی ۲۰۰۶ بالغ بر ۲ میلیارد یورو که شامل ۴۳٪ کل فروش اوسرام را شامل می‌شود. در حدود ۱۱۲۰۰ نفر در استخدام این شرکت بوده که دفتر مرکزی آن در دنور قرار دارد. بسیاری از محصولات این شرکت در آمریکای شمالی و جنوبی با نامهای تجاری سیلوانیا و اوسرام به بازار مصرف عرضه می‌شود.